# Département de l'Intérieur des États-Unis
United States Department of the Interior
Pour les articles homonymes, voir DOI.
Le département de l'Intérieur des États-Unis (en anglais : United States Department of the Interior, abrégé en DOI) est le département du gouvernement fédéral des États-Unis qui contrôle et préserve la plupart des terres appartenant à l'État (federally-owned land). Ses responsabilités sont différentes de celles des départements ou ministères de l'Intérieur d'autres pays, qui tendent à se concentrer sur la police ou la sécurité, fonctions détenues, aux États-Unis, par le département de la Sécurité intérieure et le département de la Justice.
Le département de l'Intérieur n'est pas responsable du gouvernement local ou des administrations civiles, excepté en ce qui concerne les réserves indiennes. Il est administré par le secrétaire à l'Intérieur, un membre du cabinet présidentiel qui, par tradition, vient généralement des États de l'Ouest.
L'actuel secrétaire à l'Intérieur est Doug Burgum, en fonction depuis le 31 janvier 2025.

## Histoire

Pendant deux années, le DOI utilisa ce sceau, qui a été rapidement retiré à cause d'une faible perception publique.

Un département chargé des préoccupations intérieures a été envisagé par le premier Congrès en 1789, mais ces fonctions ont d'abord été confiées au département d’État. Ce projet a continué à faire son chemin pendant un demi-siècle et fut soutenu par les présidents des États-Unis, de James Madison à James K. Polk. La guerre américano-mexicaine de 1846-1848 donna à la proposition un nouveau souffle, les responsabilités du gouvernement fédéral s'accroissant. Robert J. Walker, secrétaire du Trésor du président Polk, se fit le plus grand défenseur de la création de ce nouveau département.
En 1848, Walker indiqua, dans son rapport annuel, que plusieurs bureaux fédéraux avaient été placés dans des départements avec lesquels ils avaient peu de rapport. Il nota que le département du Trésor n'avait rien à faire avec le General Land Office ; de même, il prit comme exemples le Bureau des affaires indiennes (Bureau of Indian Affairs), intégré au département de la Guerre (Department of War), et le Bureau des brevets, partie du département d'État. Il conclut en expliquant que tous devaient être rassemblés dans le département de l'Intérieur.
Un projet de loi autorisant sa création fut voté par la Chambre des représentants le 15 février 1849, et passa deux semaines plus tard au Sénat. Le département fut créé le 3 mars 1849, veille de l'investiture du président Zachary Taylor, lorsque le Sénat vota, à 31 voix contre 25, en faveur de ce département. Son adoption fut retardée par les démocrates du congrès, réticents à créer plus d'occasions de « mécénat » (c.-à-d. de favoritisme) au sein de l'administration Whig qui venait d'accéder au pouvoir. Le premier secrétaire à l'Intérieur fut Thomas Ewing.

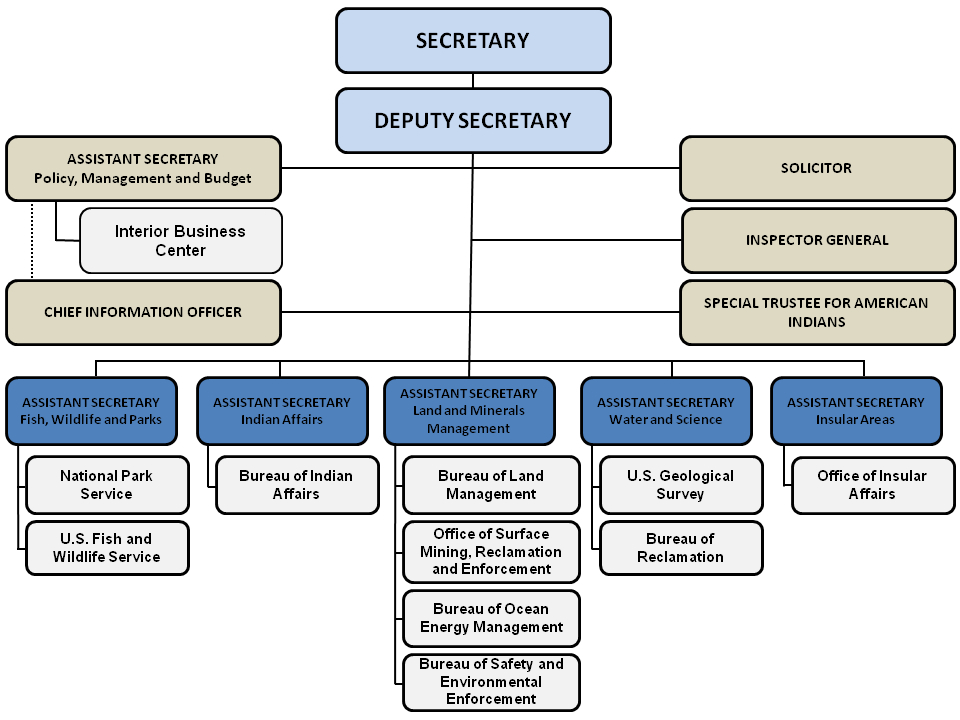
L'organigramme du département de l'Intérieur.

La plupart des problèmes intérieurs qui concernent le département sont, à l'origine, négociés pour être graduellement transférés dans d'autres départements. Des agences deviennent des départements séparés, tels que le Bureau of Agriculture, qui devint plus tard le département de l'Agriculture des États-Unis (United States Department of Agriculture). Cependant, la gestion de la terre et des ressources naturelles, la conservation de la vie sauvage, ainsi que les affaires territoriales et celles des Amérindiens demeurent sous la responsabilité du département de l'Intérieur.
À la mi-2004, le département s'occupe de 2 050 000 km2 de terres fédérales, soit environ un cinquième du territoire américain. Il gère 476 barrages et 348 réservoirs d'eau, contrôlés par le Bureau of Reclamation ; 388 parcs nationaux, des monuments, des sites en bord de mer, des champs de bataille... contrôlés par le National Park Service ; et 544 refuges nationaux d'animaux sauvages, sous le contrôle du United States Fish and Wildlife Service. 28 % de la production d'électricité nationale proviennent de projets d'énergie des territoires contrôlés au niveau fédéral et des réserves de zones offshores.

## Aspects critiques
Au sein du département de l'Intérieur se trouve le Bureau des affaires indiennes, qui traite des relations fédérales avec les Amérindiens vivant sur le sol américain. La levée des taxes routières (track royalties) et d'autres droits sur l'exploitation des minéraux, dus dans divers traités passés, récoltés par la comptabilité de l'Indian Trusts, fut un sujet de conflits. Actuellement[Quand ?], il y a plusieurs discussions à ce sujet.
Le 26 mai 2006, l'ancien secrétaire à l'Intérieur, Dirk Kempthorne, fut confirmé par le Sénat afin de succéder à Gale Norton, qui avait démissionné en mars de la même année. L'administration Bush fut critiquée en raison des liens étroits entre le mouvement d'avocats Wise Use (en), généralement opposé aux environnementalistes qui gênent le « bon fonctionnement de l'économie », et un conglomérat avec un programme anti-environnementaliste tel que l'Heritage Foundation et le MSLF[Quoi ?]. Le livre de Robert F. Kennedy Jr., Crimes Against Nature, prend à partie la volonté du mouvement Wise Use qui, selon lui, veut réduire les lois de régulation de la pollution, au détriment de l'environnement et de la santé humaine.